# Haetosmia
Haetosmia  (лат.) — род пчёл, включающий 3 вида из трибы Osmiini семейства Megachilidae.

## Описание
Опыляют растения рода Гелиотроп (Бурачниковые).

## Распространение
Палеарктика (3 вида, 1 в Европе).

## Классификация
Род Haetosmia является членом родовой группы Osmia group и сестринским к кладе Wainia+Atoposmia+Ashmeadiella+Osmia+Hoplosmia (Praz et al., 2008). 3 вида и 2 подвида.
- Haetosmia brachyura (Morawitz, 1875) — Азия.
  - Haetosmia brachyura altera (Peters, 1974) — Юго-западная Азия: Афганистан, Пакистан.
  - Haetosmia brachyura brachyura (Morawitz, 1875) — Северная Азия: Узбекистан, Туркестан.
- Haetosmia circumventa (Peters, 1974) — Северная Африка: Египет, Эфиопия, Марокко. Юго-западная Азия: ОАЭ. А также Судан.
- Haetosmia vechti (Peters, 1974) — Греция, Израиль, Иран, Турция.